# Aaron Volpatti
Anthony Aaron Volpatti, född 30 maj 1985, är en kanadensisk professionell ishockeyspelare som spelar för Washington Capitals i NHL. Han har tidigare representerat Vancouver Canucks.
Volpatti blev aldrig draftad av något lag.